# 10853 Aimoto
10853 Aimoto (tên chỉ định: 1995 CW) là một tiểu hành tinh trong vành đai tiểu hành tinh. Nó được phát hiện bởi Takuo Kojima ở đài thiên văn YGCO Chiyoda ở Nhật Bản ngày 6 tháng 2 năm 1995. Nó được đặt theo tên của nhà nghiên cứu Minoru Aimoto ở đài thiên văn Saji ở Nhật Bản.